# Schizochilus angustifolius
Schizochilus angustifolius är en orkidéart som beskrevs av Robert Allen Rolfe. Schizochilus angustifolius ingår i släktet Schizochilus och familjen orkidéer. Inga underarter finns listade i Catalogue of Life.